# Município de Twin (condado de Ross, Ohio)
O município de Twin (em inglês: Twin Township) é um município localizado no condado de Ross no estado estadounidense de Ohio. No ano de 2010 tinha uma população de 3.384 habitantes e uma densidade populacional de 21,69 pessoas por km².

## Geografia
O município de Twin encontra-se localizado nas coordenadas 39° 17′ 36″ N, 83° 09′ 32″ O. Segundo a Departamento do Censo dos Estados Unidos, o município tem uma superfície total de 156.01 km², da qual 155,89 km² correspondem a terra firme e (0,08 %) 0,12 km² é água.

## Demografia
Segundo o censo de 2010, tinha 3.384 habitantes residindo no município de Twin. A densidade populacional era de 21,69 hab./km². Dos 3.384 habitantes, o município de Twin estava composto pelo 96,48 % brancos, o 1,15 % eram afroamericanos, o 0,5 % eram amerindios, o 0,27 % eram asiáticos, o 0,12 % eram de outras raças e o 1,48 % eram de uma mistura de raças. Do total da população o 0,27 % eram hispanos ou latinos de qualquer raça.